# Divinités grecques mineures
Vous pouvez aider à l'améliorer ou bien discuter des problèmes sur sa page de discussion.
- Le fond est à vérifier. Si vous venez d’apposer le bandeau, merci d’indiquer ici les points à vérifier. (Marqué depuis mai 2025)
- Il peut contenir un travail inédit ou des déclarations non vérifiées. Vous pouvez l’améliorer en ajoutant des références. (Marqué depuis mai 2025)

Vous pouvez aider à l'améliorer ou bien discuter des problèmes sur sa page de discussion.
- Il ne cite pas suffisamment ses sources. Vous pouvez indiquer les passages à sourcer avec {{référence nécessaire}} ou {{Référence souhaitée}}, et inclure les références utiles en les liant aux notes de bas de page. (Marqué depuis mai 2025)
- Il doit être recyclé. La réorganisation et la clarification du contenu sont nécessaires. (Marqué depuis mai 2025)

- Archive Wikiwix
- Bing
- Cairn
- DuckDuckGo
- E. Universalis
- Gallica
- Google
- G. Books
- G. News
- G. Scholar
- Persée
- Qwant
- (zh) Baidu
- (ru) Yandex
- (wd) trouver des œuvres sur Wikidata

Les divinités grecques mineures ou divinités grecques inférieures constituent la majorité du panthéon grec en raison de leur multiplicité et de la variété de leurs caractéristiques[réf. nécessaire].
Elles font partie de la mythologie grecque.

## Divinités mineures en Grèce
Les divinités inférieures sont presque exclusivement liés à des régions précises de la Grèce antique, d'où leur nombre. Ces divinités sont le plus souvent dévolues à un lieu ou à la nature. On peut citer par exemple les hamadryades, divinités des arbres, les Néréides, déesses de la mer, ou encore les dieux fleuves comme Achéloos. Ces immortels sont peu connus et moins importants que leurs homologues olympiens, néanmoins leur rôle n'est pas à négliger. Les Hespérides sont celles qui gardent les pommes d'or qu'Héraclès doit voler, les Moires déroulent le fil de la vie, tandis que les Muses inspirent les arts. Ces divinités sont souvent les enfants des divinités olympiennes ou d'autres divinités mineures et ont, entre elles, une parenté plus ou moins directe.   
Il faut, pour mieux les définir, comprendre la hiérarchie principale des dieux grecs.

### Divinités olympiennes (récapitulatif)
Toutes les divinités grecques ne sont pas considérées de la même façon, chacune appartenant à une catégorie plus ou moins importante.
Ainsi, les dieux olympiens figurent comme les dieux les plus respectés car disposant d'un pouvoir plus élevé que les autres[réf. nécessaire]. On leur attribue en effet la plupart des grands phénomènes naturels, mal connus, difficilement contrôlables et donc craints. Ils font partie de la première lignée de dieux, ceux qui affrontèrent les Titans (Titanomachie). On les compte au nombre de douze, mais quelquefois s'y ajoute Dionysos ou Hestia.

### Dieux courants et demi-dieux
Les divinités olympiennes ont une descendance très fournie, que ce soit avec d'autres divinités (dont des Olympiens), ou avec des mortels. Les enfants issus de ces unions sont alors soit des dieux, soit des demi-dieux. Finalement, l'importance du culte de ces deux derniers demeure sensiblement la même. Les dieux descendants des Olympiens sont respectés car ils disposent eux aussi de certains pouvoirs (mais moindre que ceux de leurs parents) et les demi-dieux (ou héros) accomplissent le plus souvent des efforts extraordinaires qui poussent à l'admiration et à l'idolâtrie. L'idolâtrie étant d'ailleurs renforcée par le caractère partiellement divin du héros et aussi par le fait qu'il finit souvent par se diviniser au moment de sa mort. On retrouve ainsi Héraclès, fils de Zeus et d'Alcmène, Persée, lui aussi fils du roi des dieux et de Danaé ou encore Énée, fils de Aphrodite  et d'Anchise.

### Divinités inférieures
Parmi toutes les divinités existantes, une grande majorité est constituée de divinités inférieures. Ces dernières ont une aura peu importante et leur influence n'est que très souvent locale (dans une ville ou une région spécifique de la Grèce par exemple). Ces divinités inférieures sont des nymphes, des satyres ou encore des centaures[réf. nécessaire]. Elles existent généralement pour personnifier une forêt, une rivière, un lac ou tout autre phénomène mineur. Elles n'ont donc souvent d'importance qu'aux yeux des habitants de sa région car elles n'affectent directement que ces derniers.
Néanmoins, certaines de ces divinités mineures peuvent devenir célèbres, notamment en fréquentant d'autres dieux (Écho, Pan…).
Il ne faut pas amalgamer les divinités inférieures et les divinités primordiales. Ces dernières sont beaucoup plus importantes, étant à l'origine des dieux et de tous les éléments naturels nous entourant.

### Autres divinités

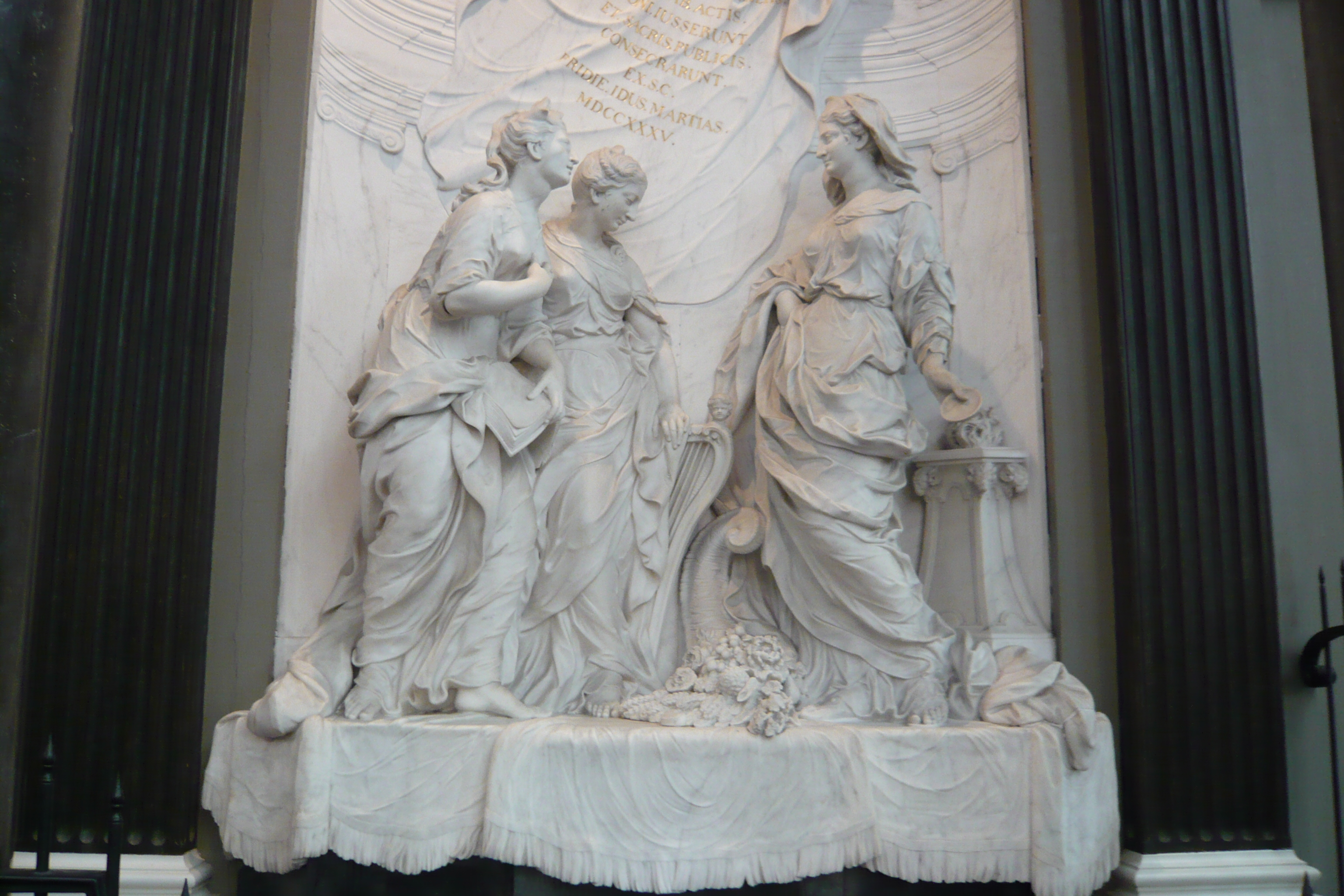
Sculpture de, Muses, 1739.

Il est aussi à noter qu'il existe des divinités moins connues que les Olympiens, dieux ou demi-dieux classiques mais respectées dans toute la Grèce, telles que les Muses, les Moires, les Charites, les Érinyes ou encore Némésis (on peut aussi considérer les Grées ou les Gorgones mais il s'agit plus de monstres divins, la notion d'adoration ou de respect reste donc ici relative). Nombre de ces divinités sont des représentations de concepts comme l'amour (Éros) ou la justice (Thémis), si bien que certaines d'entre elles ne sont généralement pas considérées comme de réelles divinités et qu'il n'y a pas de frontière nette entre le mythe et l'allégorie.

## Divinités grecques mineures et leur correspondance latine
| Divinités grecques | Divinités latines |
| ------------------ | ----------------- |
| Charites           | Grâces            |
| Érinyes            | Furies            |
| Éros               | Cupidon           |
| Moires             | Parques           |
| Muses              | Camènes           |
| Perséphone         | Proserpine        |
| Satyres            | Faunes            |
| Ényo               | Bellone           |